# Elezioni comunali in Emilia-Romagna del 1994
Il 12 giugno 1994 (con ballottaggio il 26 giugno) e il 20 novembre (con ballottaggio il 4 dicembre) in Emilia-Romagna si tennero le elezioni per il rinnovo di numerosi consigli comunali.

## Elezioni del giugno 1994
Parma
Parma
| Candidati e Liste                  | Voti    | %       | Seggi |
| ---------------------------------- | ------- | ------- | ----- |
| Stefano Lavagetto                  | 37.299  | 31,26   | -     |
| Partito Democratico della Sinistra | 30.069  | 29,82   | 23    |
| Parma Futura                       | 1.999   | 1,98    | 1     |
| Angelo Busani                      | 34.700  | 29,09   | 1     |
| Forza Italia                       | 20.543  | 20,37   | 5     |
| Alleanza Nazionale                 | 5.683   | 5,64    | 1     |
| Centro Cristiano Democratico       | 1.558   | 1,54    | -     |
| Lista Pannella - Riformatori       | 911     | 0,90    | -     |
| Elvio Ubaldi                       | 19.176  | 16,07   | 1     |
| Civiltà Parmigiana                 | 16.366  | 16,23   | 3     |
| Giuseppe Zampella                  | 11.620  | 9,74    | 1     |
| Lega Nord                          | 10.596  | 10,51   | 2     |
| Giovanni Caligaris                 | 8.707   | 7,30    | 1     |
| Federazione dei Verdi              | 4.013   | 3,98    | -     |
| Città Viva                         | 1.739   | 1,72    | -     |
| Vittorio Parisi                    | 7.803   | 6,54    | 1     |
| Rifondazione Comunista             | 7.367   | 7,31    | -     |
| Totale alle liste                  | 100.844 | 100,00  | 35    |
| TOTALE                             | 119.305 | 100,00' | 40    |

Piacenza
Piacenza
| Candidati e Liste                         | Voti   | %       | Seggi |
| ----------------------------------------- | ------ | ------- | ----- |
| Giacomo Vaciago                           | 23.551 | 32,00   | -     |
| Partito Democratico della Sinistra        | 12.001 | 18,16   | 15    |
| Alleanza per Piacenza                     | 4.344  | 6,57    | 5     |
| Federazione dei Verdi - La Rete           | 2.782  | 4,21    | 3     |
| Paolo Passoni                             | 23.201 | 31,52   | 1     |
| Forza Italia-Centro Cristiano Democratico | 14.838 | 22,46   | 5     |
| Alleanza Nazionale                        | 6.456  | 9,77    | 2     |
| Stefano Ferrari                           | 13.666 | 18,57   | 1     |
| Partito Popolare Italiano                 | 6.578  | 9,96    | 2     |
| Lista Civica                              | 4.699  | 7,11    | 2     |
| Lista Pensionati                          | 1.346  | 2,04    | -     |
| Giorgio Alessandrini                      | 8.095  | 11,00   | 1     |
| Lega Nord                                 | 7.793  | 11,79   | 2     |
| Mario Luigi Bruschini                     | 3.099  | 4,21    | 1     |
| Rifondazione Comunista                    | 3.353  | 5,07    | -     |
| Giovanni Rossi                            | 1.484  | 2,02    | -     |
| Lista Ecologica                           | 1.437  | 2,17    | -     |
| Franco Mazzocchi                          | 504    | 0,68    | -     |
| Lista Civica                              | 449    | 0,68    | -     |
| Totale alle liste                         | 66.076 | 100,00  | 36    |
| TOTALE                                    | 73.600 | 100,00' | 40    |

Ravenna
Faenza
| Candidati e Liste                  | Voti   | %       | Seggi |
| ---------------------------------- | ------ | ------- | ----- |
| Enrico De Giovanni                 | 19.150 | 50,49   | -     |
| Partito Democratico della Sinistra | 8.927  | 26,70   | 10    |
| Partito Popolare Italiano          | 6.570  | 19,65   | 8     |
| Federazione dei Verdi              | 756    | 2,26    | -     |
| Progressisti                       | 499    | 1,49    | -     |
| Cesare Sangiorgi                   | 9.785  | 25,80   | 1     |
| Forza Italia                       | 6.775  | 20,27   | 5     |
| Alleanza Nazionale                 | 1.548  | 4,63    | 1     |
| Martino Albonetti                  | 3.555  | 9,37    | 1     |
| Rifondazione Comunista             | 3.249  | 9,72    | 2     |
| Paolo Rafelli                      | 1.593  | 4,20    | 1     |
| Lega Nord                          | 1.515  | 4,53    | -     |
| Nadia Berdondini                   | 1.223  | 3,22    | -     |
| Lista Civica                       | 1.173  | 3,51    | -     |
| Claudio Ronchini                   | 1.114  | 2,94    | -     |
| Partito Repubblicano Italiano      | 1.062  | 3,18    | -     |
| Bruno Console Camprini             | 886    | 2,34    | -     |
| Indipendenti                       | 800    | 2,39    | -     |
| Maria Teresa Ravaioli              | 619    | 1,63    | -     |
| Lista Civica                       | 558    | 1,67    | -     |
| Totale alle liste                  | 33.432 | 100,00  | 26    |
| TOTALE                             | 37.925 | 100,00' | 30    |